# Horrenbach-Buchen
Horrenbach-Buchen es una comuna suiza del cantón de Berna, situada en el distrito administrativo de Thun. Limita al norte y este con la comuna de Eriz, al sureste con Beatenberg, al sur con Sigriswil, y al oeste con Teuffenthal.
La localidad de Buchen constituye un exclave y limita con las comunas de Homberg, Oberlangenegg y Unterlangenegg. Hasta el 31 de diciembre de 2009 situada en el distrito de Thun.